# Parafia św. Marcina w Klikuszowej
Parafia św. Marcina w Klikuszowej – rzymskokatolicka parafia należąca do dekanatu Nowy Targ, archidiecezji krakowskiej.
Parafia obejmuje Klikuszową, Lasek, Morawczynę, Obidową, Trute.

## Historia
Parafia została erygowana w 1343 roku. Została wydzielona z parafii nowotarskiej. Po 1539 roku została inkorporowana z powrotem do parafii w Nowym Targu. W 1786 roku Klikuszowa była kościołem filialnym i od tego roku istnieją i są przechowywane księgi parafialne. 1 grudnia 1984 r. z parafii wydzielono parafię w Pyzówce.
Na terenie parafii znajduje się kościół filialny Matki Bożej Wspomożycielki Wiernych w Morawczynie. W 1979 r. pod Turbaczem wybudowano kaplicę, jako wotum po wyborze kardynała Karola Wojtyły na papieża. Opiekę duszpasterską nad nią sprawują księża Sercanie. 
W południowej części wsi znajduje się cmentarz parafialny. 

## Stowarzyszenia i grupy religijne działające przy parafii
- Rada Duszpasterska
- Róże Różańcowe
- Grupa Apostolska
- Ministranci
- Lektorzy